# Walther von Axthelm
Walther von Axthelm (* 23. Dezember 1893 in Hersbruck; † 6. Januar 1972 in Traunstein) war ein deutscher General der Flakartillerie der Luftwaffe im Zweiten Weltkrieg.

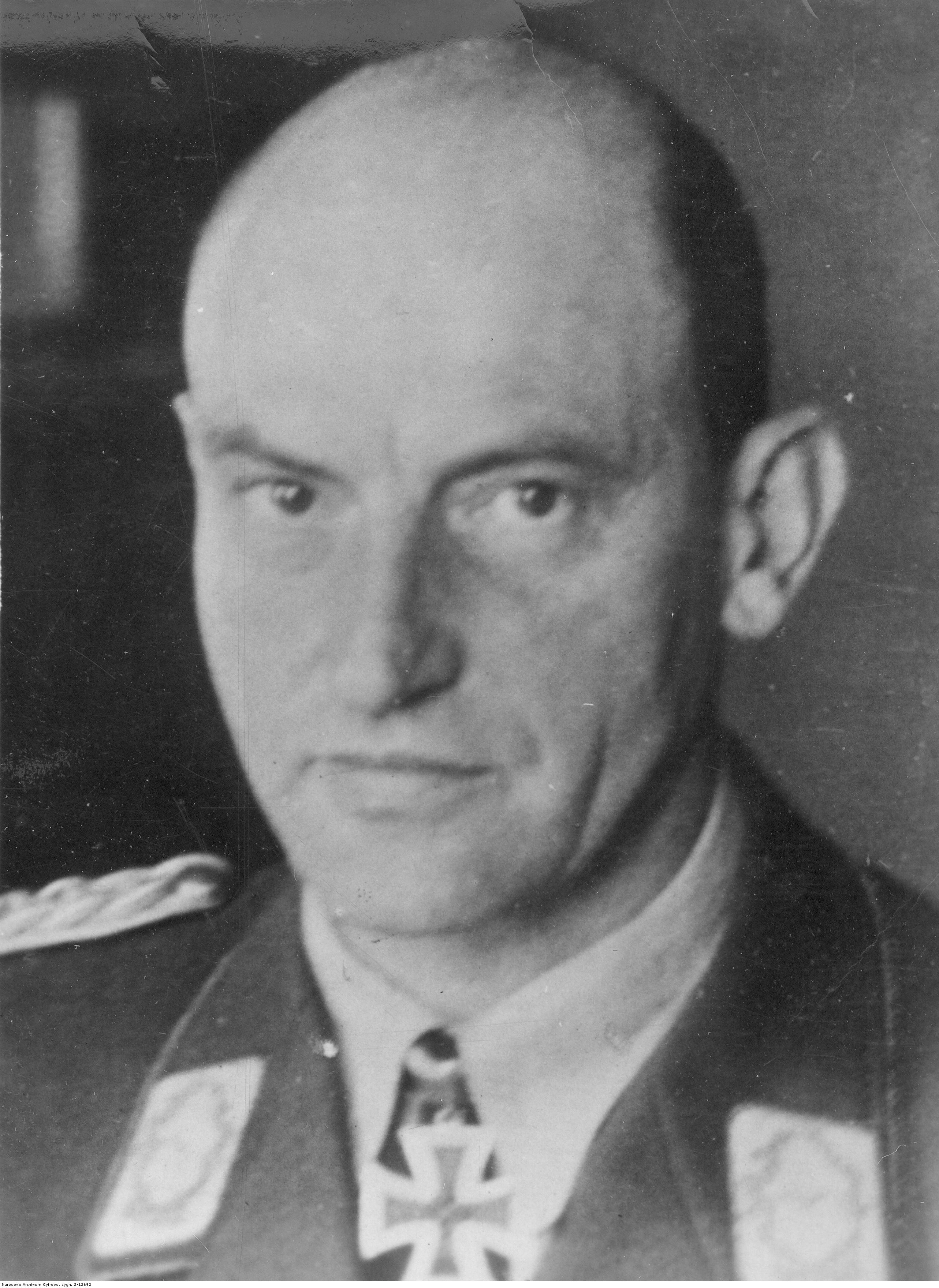
Generalmajor Walther von Axthelm

## Leben

### Herkunft
Axthelm entstammte nicht einer schwedischen Familie, wie es eine damalige Familienlegende besagte. Seine Vorfahren entstammten einer Bauernfamilie die in adlige Offizierskreise einheiratete und 1814 in den erblichen bayerischen Adelsstand erhoben wurde. Er war der älteste Sohn des bayerischen Regierungsrates Hans (Johann) von Axthelm (1857–1928) und dessen Ehefrau Hedwig, geborene Aldinger (1869–1939), Tochter der Gertrud Humbser und des bayerischen Medizinalrats Heinrich Aldinger.

### Militärkarriere
Axthelm trat am 15. September 1913 als Fahnenjunker in das 8. Feldartillerie-Regiment „Prinz Heinrich von Preußen“ Nr. 8 der Bayerischen Armee in Nürnberg ein. Mit Ausbruch des Ersten Weltkriegs nahm er als Batterieoffizier an den Kämpfen in Lothringen, dem Stellungskrieg zwischen Mosel und Maas sowie an der Schlacht um Verdun teil. Am 16. Dezember 1916 wechselte Axthelm zum Stab der II. Abteilung über, wo er bis zum 20. Januar 1917 eine Einweisung als Abteilungsadjutant erhielt. Diese Funktion bekleidete er anschließend bis 8. September 1917 und wurde dann bis über das Kriegsende hinaus als Batterieführer an der Westfront eingesetzt. Seine Leistungen während des Krieges wurden durch die Verleihung beider Klassen der Eisernen Kreuzes, des Verwundetenabzeichens in Schwarz sowie des Militärverdienstorden IV. Klasse mit Schwertern und mit Krone gewürdigt. Nach Kriegsende und Rückkehr in die Garnison wurde sein Regiment ab 28. Dezember 1918 demobilisiert und schließlich aufgelöst.
Aus demobilisierten Teilen bildeten sich verschiedene Freiformationen, darunter die Sicherheitsbatterie 2. Sie war auch unter dem Namen Volkswehr-Batterie „von Axthelm“ bekannt und formierte sich zu vier Batterien. Axthelm fungierte vom 25. März bis 20. Oktober 1919 als Führer dieses Verbandes, wurde in die Vorläufige Reichswehr übernommen und dem Reichswehr-Artillerie-Regiment 24 zugeteilt. Vom 1. Januar 1921 bis 30. September 1923 war er Abteilungsadjutant im 7. (Bayerisches) Artillerie-Regiment. Dort fungierte Axthelm dann bis 30. September 1931 zunächst als Zugführer, Batterieführer, später Batteriechef und absolvierte eine kraftfahrtechnische sowie einen Flak-Ausbildung. Hier war Axthelm vom 20. September bis 2. Oktober 1931 zur Schwedischen Armee abkommandiert. Zum 1. Oktober 1931 wurde er dann in das Reichswehrministerium versetzt, wo er bis Ende März 1933 Referent für Waffen, Geräte und Munition beim Ausbildungsstab 3 bei der Inspektion der Artillerie war. Am 1. April 1934 stieg er dort zum Gruppenleiter auf.
Zum 1. April 1935 trat Axthelm als Major zur Luftwaffe über, wo er bis zum 12. August 1936 als Gruppenleiter bei der Inspektion der Flakartillerie im Reichsluftfahrtministerium eingesetzt wurde. Am Folgetag wurde er zum Kommandeur des Luftwaffen-Regiments „General Göring“ ernannt, welches ab dem 28. Oktober 1939 die Tarnbezeichnung Stab Flak-Regiment 103 führte. Während des Zweiten Weltkriegs gab Axthelm am 31. Mai 1940 das Kommando an Generalleutnant Paul Conrath ab und wurde zum 1. Juni 1940 Kommandeur der neuaufgestellten 1. Flak-Brigade, die nach dem Ende des Westfeldzuges zum Flakschutz des Großraums Paris aufgestellt worden war. Am 8. Dezember 1940 wurde der Brigadestab nach Dessau verlegt, wo sie den Flakschutz der Junkers Flugzeug- und Motorenwerke übernahm. Am 11. März 1941 wurde der Brigadestab in das neu aufzustellende Generalkommando des I. Flak-Korps erweitert und umgewandelt. Axthelm wurde in diesem Zusammenhang mit der Führung des I. Flak-Korps beauftragt.
Im Zuge des beginnenden Ostfeldzuges ab Juni 1941 war sein Korps Bestandteil der Heeresgruppe Mitte und wurde im Rahmen der 2. Panzerarmee eingesetzt. Es folgten Einsätze bei der Kesselschlacht bei Białystok und Minsk, der Kesselschlacht bei Smolensk, der Schlacht um Kiew, sowie der Doppelschlacht bei Wjasma und Brjansk und letztendlich bei der Schlacht um Moskau. Letztere führte Axthelm ab dem 25. November 1941 als Kommandierender General des I. Flak-Korps. Zuvor hatte er bereits für seine taktische Führung am 4. September 1941 das Ritterkreuz des Eisernen Kreuzes verliehen bekommen. Am 20. Dezember 1941 gab Axthelm das Kommando des Korps an Generalmajor Richard Reimann ab, der mit der Führung beauftragt wurde. Axthelm selbst kehrte nach Berlin in das Reichsluftfahrtministerium zurück, wo er vom 12. Januar 1942 bis Ende März 1945 die Funktion des Generals der Flakwaffe (Inspekteur der Flakartillerie) wahrnahm. Gleichzeitig fungierte er während dieser Zeit vom 1. April 1943 bis Ende März 1945 als Inspekteur der V 1, die anfangs noch die Tarnbezeichnung Flakzielgerät 76 trug.
Am 31. März 1945 gab Axthelm die Dienststelle des Generals der Flakwaffe an Wolfgang Pickert, der schon seit dem 20. März 1945 eingearbeitet worden war und wurde Kommandierender General der Flakausbildung. Mit der bedingungslosen Kapitulation der Wehrmacht geriet Axthelm am 8. Mai 1945 in US-amerikanische Kriegsgefangenschaft, aus der er am 1. Juli 1947 wieder entlassen wurde.